# Sub cerul liber, având drept pernă iarba
Sub cerul liber, având drept pernă iarba (2003) (titlu original Grass for His Pillow) este al doilea roman din populara trilogie a lui Lian Hearn Legendele clanului Otori. Evenimentele prezentate în roman acoperă o perioadă de aproximativ 6 luni (din toamnă până în primăvara anului următor), continuându-le pe cele din Să nu trezești podeaua-privighetoare.

## Intriga
Kaede își revine din somnul Kikuta indus de Takeo și călătorește spre casă, însoțită de Shizuka. Arai este furios pe faptul că Takeo a plecat cu Tribul și își dă seama că a subestimat această organizație. El își trimite oamenii în căutarea lui Takeo și pe urmele Shizukăi, fosta lui iubită, pe care vrea să o omoare deoarece a aflat că face și ea parte din Trib. Ambele sale tenattive eșuează. Kaede poartă în pântec copilul lui Takeo, dar Shizuka inventează povestea căsătoriei ei secrete cu Shigeru înainte de moartea acestuia, pentru a explica existența copilului.
Între timp, Takeo este ținut ascuns într-o casă a Tribului din Yamagata. Kikuta Akio, unul dintre răpitori, este însărcinat să îi fie maestru, în ciuda urei reciproce. Călătorind sub acoperirea unor acrobați, ei se întreaptă spre nord, către Matsue. Fiica lui Kenji, Yuki, este îndemnată de Trib să înceapă o relație cu Takeo, mișcară dublată de afecțiunea pe care ea o resimte pentru el. Rămasă gravidă, ea pleacă pentru a da naștere copilului în sânul Tribului, sperând că acesta va moșteni capacitățile extraordinare ale lui Takeo.
Kaede se întoarce în casa copilăriei sale, Shirakawa, unde își găsește moștenirea ruinată, mama moartă și tatăl deprimat după înfrângerea în bătălia purtată cu Arai și fără a avea curajul să își ia viața. În ciuda sexului ei, ea decide să preia controlul Shirakawei, lucru care stârnește interesul unui nobil imperial din vecini, Fujiwara, care se oferă să o ajute în schimbul aflării secretelor sale. Aflat în vizită, un călugăr din Terayama pe nume Makoto dezvăluie din greșeală faptul că nu a existat nicio căsătorie între Kaede și Shigeru. Căzut în dizgrație, tatăl ei decide că întreaga familie trebuie să își piardă viața și o atacă pe Kaede, dar Shizuka și Kondo (un soldat aparținând Tribului, aflat în slujba lui Kaede) o salvează și îl ucid. Kaede intră în travaliu, dar copilul ei moare și ea se îmbolnăvește grav.
Deranjat de lipsa de ascultare din partea lui Takeo, Tribul îl trimite într-o ultimă misiune. Ei bănuiesc că Shigeru a adunat o serie de înregistrări despre Trib și îl însărcinează pe Takeo să meargă la vechea sa casă împreună cu Akio pentru a le găsi — Takeo fiind singurul care poate păși pe podeaua-privighetoare fără a fi detectat. Takeo află că înregistrările se află la Terayama, dar alege să părăsească Tribul. Scăpând de Akio, se îndreaptă spre sud, cu iarna apropiindu-se tot mai mult. Pe drum se întâlnește cu un profet care îl anunță că ținuturile lui se vor întinde de la o mare la alta, că va purta cinci bătălii, dintre care va câștiga patru și va pierde una și că singurul pericol pentru el îl va reprezenta propriul copil. Cu asasinii Tribului pe urmele sale, Takeo ajunge la Terayama în ultima zi înainte ca drumurile să fie blocate de zăpadă.
Odată cu trecerea iernii, Kaede pleacă să îl viziteze pe Arai, pentru a discuta despre viitorul ei. Fujiwara, care plănuiește să se căsătorească cu ea, îi permite să plece, dar Kaede merge mai întâi la Terayama, unde auzise că se află Takeo, condamnat la moarte de către Trib. Deși sunt sfătuiți să discute întâi cu Arai despre planurile lor Takeo și Kaede se căsătoresc în Terayama.